# Méstnichestvo

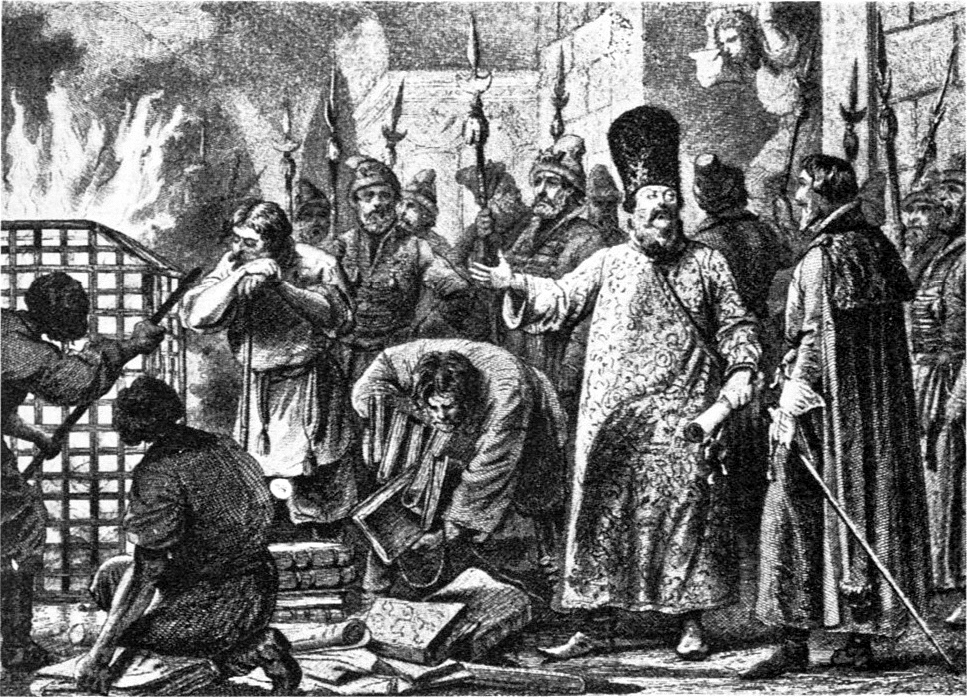
Quemando los libros de nobleza en 1682.

En la historia rusa, el  méstnichestvo (del ruso: мéстничество) era un sistema feudal jerárquico que funcionó desde el siglo XV al XVII. La palabra deriva del ruso "место" (mesto - "lugar"). Se desarrolló alrededor de un concepto: el boyardo que estimara que sus orígenes eran más antiguos y sus servicios al zar más valiosos, podía reclamar un mayor cargo en el estado. Esto a menudo condujo a disputas entre los nobles sobre sus ancestros y los servicios que habían prestado al monarca.
Debido al méstnichestvo, quienes estaban cualificados para las tareas necesitadas pero no podían alegar una solera suficientemente extensa, no tenían ninguna esperanza de llegar a ocupar un cargo importante. Del mismo modo, un boyardo que proviniera de una familia antigua y respetada podía conseguir una importante promoción pese a que sus habilidades personales no fueran las adecuadas para el puesto.
Con el desarrollo del absolutismo ruso, cuyo principio central era la creación de una burocracia central que informara de todo directamente al zar y no perdiera el tiempo compitiendo entre sí, la importancia del méstnichestvo se fue reduciendo progresivamente. Otra de las razones de su desaparición, acaecida definitivamente en 1682, fue los crecientes intereses defensivos, que requerían que los puestos de importancia del ejército estuvieran ocupados por oficiales capacitados y no por boyardos honorables pero ineptos.